# Конрад фон Фойхтванген
Конрад фон Фойхтванген (на немски: Konrad von Feuchtwangen) е тринадесетият Велик магистър на рицарите от Тевтонския орден.
Скоро след което е посветен в тевтонското военно монашество, Конрад е избран за ландкомтур в Австрия. През периода 1279 – 1290, преди избора му за велик магистър, той последователно е ландмайстер на ордена в Прусия, в Ливония и в Германия. По време на управлението на Конрад тевтонският орден губи главното си седалище в Акра и временно се установява във Венеция. Преместването на ордена в Западна Европа е успешно последствие от усилията на няколко предишни велики магистри от т.нар. пробалтийска фракция, предусетили прогонването на ордена от светите земи и надделели над т.нар. пропалестинска тевтонска фракция.